# Administrativna podjela Ukrajine
Ukrajina je podijeljena na nekoliko administrativnih razina, na prvoj razini su 27 entiteta. Od toga je 24 oblasti, jedna autonomna republika i dva "grada s posebnim statusom"  Ukrajina trenutno ne kontrolira Autonomnu Republiku Krim i grad s posebnim statusom Sevastopolj od prve polovice 2014.
Administrativna podjela Ukrajine izravno je naslijeđena od vremana Sovjetskog Saveza, a nije promijenjena od sredine 20. stoljeća.
Podjela Ukrajine prema popisu stanovništva iz 2011. godine.
- najviša razina (entiteti, 27):
  - Autonomna Republika Krim
  - Oblasti (24)
  - Gradovi s posebnim statusom: Kijev i Sevastopolj
- srednja razina (regionalna podjela, 786):
  - Rajoni (490)
  - Gradovi oblasnog značaja (178)
  - Gradovi rajoni (райони у містах) (118)
- niža razina (lokalne zajednice, 11515):
  - Gradovi rajonskog značaja (276)
  - Urbani tipa naselja (селища міського типу) (885)
  - Sela (села) (27.190)
  - Naselja ruralnog tipa (селища) (1.266)

Ukupno gradovi:. 454, što je porast od 20 u odnosu na popis stanovništva iz 1989. godine.